# Зимен стадион „Ондрей Непела“
Зимен стадион „Ондрей Непела“ е закрита арена в Братислава, Словакия.
Залата е построена през 1940 година. Наименувана е на известния словашки състезател по фигурно пързаляне Ондрей Непела. Има капациет 10 555 места.